# Pop! OS
Pop!_OS és una distribució de Linux gratuïta i de codi obert, basada en Ubuntu i, conseqüentment, pertany a la família de distribucions de Debian. El seu entorn d'escriptori s'anomena COSMIC, es basa en GNOME què està construït amb GTK. El ritme de llançaments és molt proper al d'Ubuntu; difereix d'aquesta distribució en enfocar-se en les necessitats dels professionals del món de la ciència, tecnologia, enginyeria, matemàtiques i dels professionals creatius. La distribució està desenvolupada pel fabricant estatunidenc de portàtils, computadores i servidors Linux System76. Pop!_OS fou dissenyada per a integrar-se a les computadores creades per System76, però també es pot descarregar i instal·lar en la majoria d'ordinadors. El codi font obert està allotjat en un repositori de GitHub, on hi ha un parell de dipòsits més, que són els elements del seu pròxim escriptori COSMIC basat en Rust.

## Història
Abans d'oferir Pop!_OS, System76 havia subministrat tots els seus ordinadors amb Ubuntu preinstal·lat. El desenvolupament de Pop! OS es va iniciar el 2017, després que Ubuntu decidís aturar el desenvolupament d'Unity i que tornés a GNOME com el seu entorn d'escriptori. System76, ja havia aportat implementacions i correccions per al suport HiDPI d'Unity 7, així com correccions per a l'instal·lador Ubiquity. També va col·laborar amb GNOME per a xifrar la carpeta Home de l'usuari en el moment que es creava.
El maig del 2019, un grup de desenvolupadors d'aplicacions per a la plataforma GNOME demanaven per escrit que es deixés d'emprar els temes visuals en les seves aplicacions. Es demanava a les distribucions que aplicaven temes propis damunt GNOME que deixessin de fer-ho, ja que aquests comportaven resultats no desitjats per les limitacions de disseny de GNOME 3. En referència no explicita a Pop!_OS i Manjaro entre altres distribucions que no utilitzaven el tema per defecte de GNOME (Adwaita) Això fou esmenat a Pop_OS des de la versió 19.10.
System76, que era membre del Consell Assessor de GNOME des del 2018, anuncià la voluntat de desenvolupar un escriptori propi basat en Rust el novembre de 2021. S'afirmava que entre els motius per prendre aquesta decisió hi havia les divergències amb GNOME per com s'entenia que havia de ser l'escriptori. Es va apuntar que l'article The GNOME Way de Tobias Bernard, dissenyador de Purism que contribuïa a GNOME posava de manifest aquesta divergència de criteris. Poc després, Chris Davis, un dels desenvolupadors destacats de GNOME, acusava System76 de ser un col·laborador tòxic que infringia por, incertesa i dubte; donant diversos exemples en un llarg article.
Per al nou entorn d'escriptori COSMIC escrit en Rust, es va decidir abandonar el Kit d'eines GTK en favor d'Iced per les facilitats que comportava als programadors. Iced està escrit en Rust i va assolir millors resultats en l'elaboració de programari de proves respecte GTK. El nou COSMIC s'està desenvolupant com un projecte universal que no està vinculat a una distribució específica i s'ajusta a les especificacions de Freedesktop. Utilitzant la llibreria libcosmic que pot ser emprada en qualsevol sistema operatiu.

### Versió 17.10
L'octubre de 2017 hi hagué el primer llançament de la distribució. La versió Pop!_OS 17.10 es basà en Ubuntu 17.10, Linux 4.13 i l'escriptori GNOME 3.26 personalitzat amb poques aplicacions preinstal·lades. La majoria de diferències foren visuals i que es mantingué X.Org, en lloc de Wayland. El tema inicial era una bifurcació del tema Adapta GTK amb icones Papirus. També es va col·laborar amb elementary OS oferint una bifurcació de la seva botiga, anomenant-la Pop!_Shop i es realitzà conjuntament un nou instal·lador.

### Versió 18.04 LTS
Pop!_OS 18.04 LTS va ser llançada l'abril de 2018; es basava en Ubuntu 18.04, Linux 4.15 i l'escriptori GNOME 3.28.
Es va canviar de GRUB a systemd-boot, introduïa xifratge de disc per defecte, millores en HiDPI i aportava diverses millores en la instal·lació.

### Versió 18.10
Pop!_OS 18.10 va ser llançada el 19 d'octubre de 2018; es basava en Ubuntu 18.10, Linux 4.18 i l'escriptori GNOME 3.30.
Va aportar millores en el centre de programari Pop!_Shop, la instal·lació de NVIDIA CUDA/cuDNN/TensorFlow passà a ser més fàcil amb una simple ordre apt, millores de configuració de system76-power, millores d'instal·ladors i diversos ajustos visuals.

### Versió 19.04
Pop!_OS 19.04 va ser llançada el 18 d'abril de 2019; es basava en Ubuntu 19.04, Linux 5.0 i l'escriptori GNOME 3.32.
Amb aquesta versió System76 va presentar el nou instal·lador de sistema desenvolupat amb elementary, amb xifratge de disc per defecte que era molt fàcil de fer servir.

### Versió 19.10
Pop!_OS 19.10 va ser llançat el 19 de d'octubre de 2019; es basava en Ubuntu 19.10, Linux 5.3, l'escriptori GNOME 3.34 i Xorg 1.20.
Entre les novetats mes destacades hi havia un nou tema fosc, suport per a les actualitzacions off-line i el tema per defecte de Pop!_OS passà a basar-se en Adwaita per a evitar trencar l'experiència amb les aplicacions GTK. Pop!_OS 19.10 va presentar una eina nova Tensorman desenvolupada a System76 per a gestionar la cadena d'eines TensorFlow i fer que sigui fàcil utilitzar TensorFlow en GPUs NVIDIA.

### Versió 20.04 LTS
Pop!_OS 20.04 LTS va ser llançada el 30 d'abril de 2020; es basava en Ubuntu 20.04 LTS, Linux 5.4 i l'escriptori GNOME 3.36.
POP!_Shell, una extensió del GNOME Shell, facilitava la navegació per teclat i l'auto-tilling permeten la gestió de finestres en mode mosaic a manera com el gestor de finestres i3 pot treballar. Oferia suport de Flatpak per defecte, amb Flathub com a botiga d'aplicacions predeterminada.

### Versió 20.10
Pop!_OS 20.10 va ser llançada el 23 d'octubre de 2020; es basava en Ubuntu 20.10, Linux 5.8, l'escriptori GNOME 3.38 i X.Org 1.20.8.
Va addicionar suport per al format de repositori Deb822 de Debian. Això proporcionava característiques com la capacitat de modificar els miralls de repositori per defecte del sistema, restablir els miralls predeterminats i canviar els noms dels repositoris. Amb el que es pretenia facilitar als usuaris, desenvolupadors i fins i tot a les màquines crear, ampliar i modificar les entrades apt.

### Versió 21.04
Pop!_OS 21.04 va ser llançada el 29 de juny de 2021; es basava en Ubuntu 21.04, Linux 5.11 i incloïa l'escriptori COSMIC (Computer Operating System Main Interface Components), basat en GNOME 3.38. Emprava X.Org com a servidor gràfic per defecte. En aquell moment el darrer escriptori de GNOME era el de la versió 40 i l'equip de System76 deixava entreveure la voluntat de separar-se de GNOME.
Entre les novetats destacava que la barra de tasques passava a ser altament configurable tant per la posició com per les dimensions i se separava dels espais de treball que es mostraven en una barra lateral. Es complementava amb una barra superior, també configurable. Una extensió del GNOME Shell, el POP!_Shell, que ja era present a la versió POP!_OS 20.04 LTS donava i millorava funcionalitats. Destacava la capacitat de què el panell tàctil (touchpad) es fes servir amb quatre dits per a gestos, facilitant la navegació per l'escriptori. El POP!_Shell també millorava la capacitat de reorganitzar les finestres de manera molt personalitzada amb el ratolí, aprofitant al màxim l'escriptori. Alhora que s'oferia la gestió de les finestres amb botons opcionals de minimització i maximització.

### Versió 21.10
Pop!_OS 21.10 fou llançada el 14 de desembre de 2021; estava basat en Ubuntu 21.10, Linux 5.15.5 i GNOME 40. Es va afegir suport per als darrers drivers d'NVIDIA i s'obrí un repositori propi per a les aplicacions, augmentant el control dels paquets i impulsant les actualitzacions de manera més ràpida que els dipòsits per defecte d'Ubuntu. Entre les novetats més destacades es va millorar la possibilitat d'actualitzar el sistema operatiu, la partició de recuperació s'actualitzava abans d'actualitzar la distribució; un nou menú d'aplicacions anomenat Library més reduït i centrat a l'escriptori i una versió experimental per a Raspberry Pi.

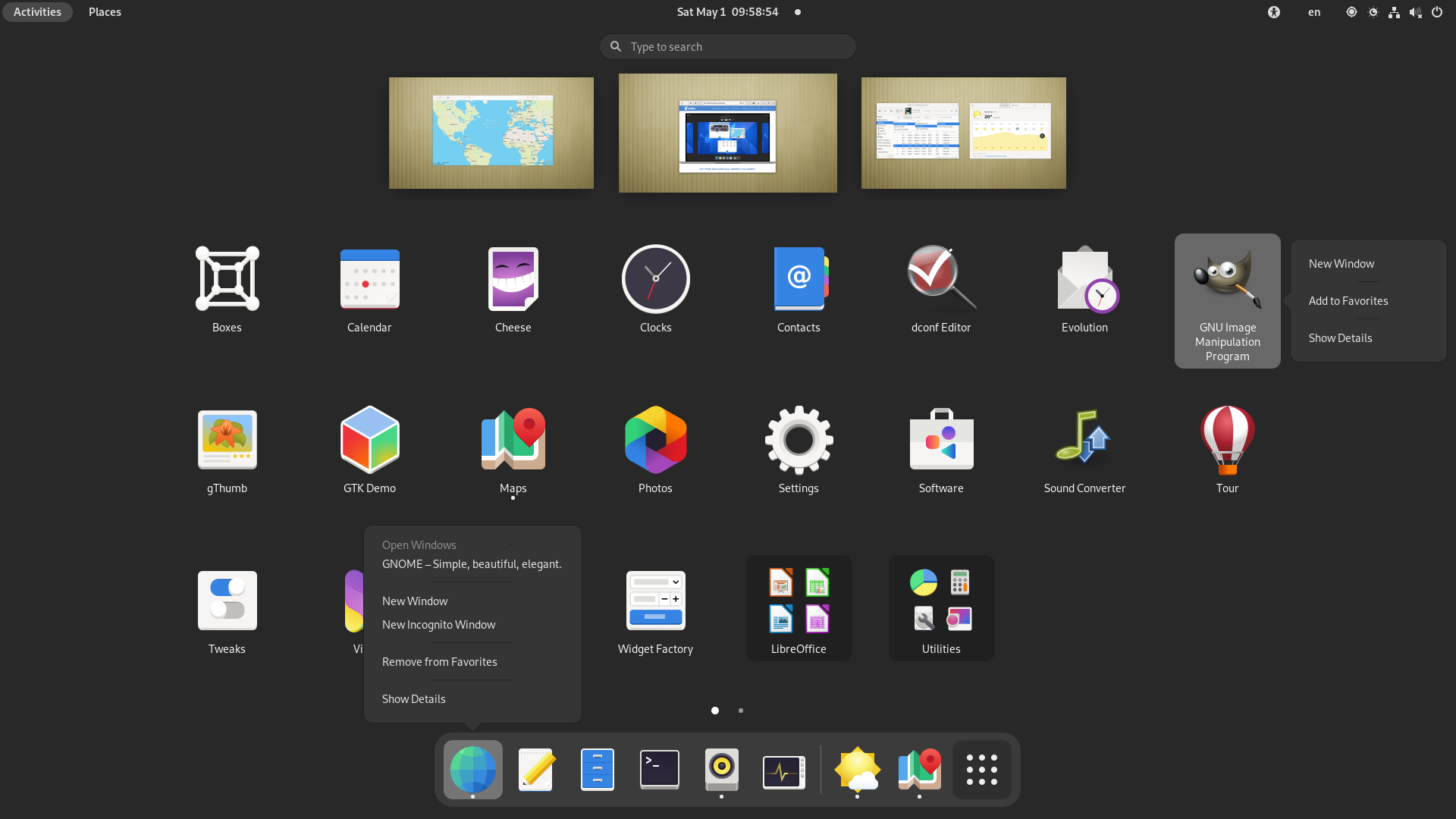
Menú d'aplicacions a GNOME 40.
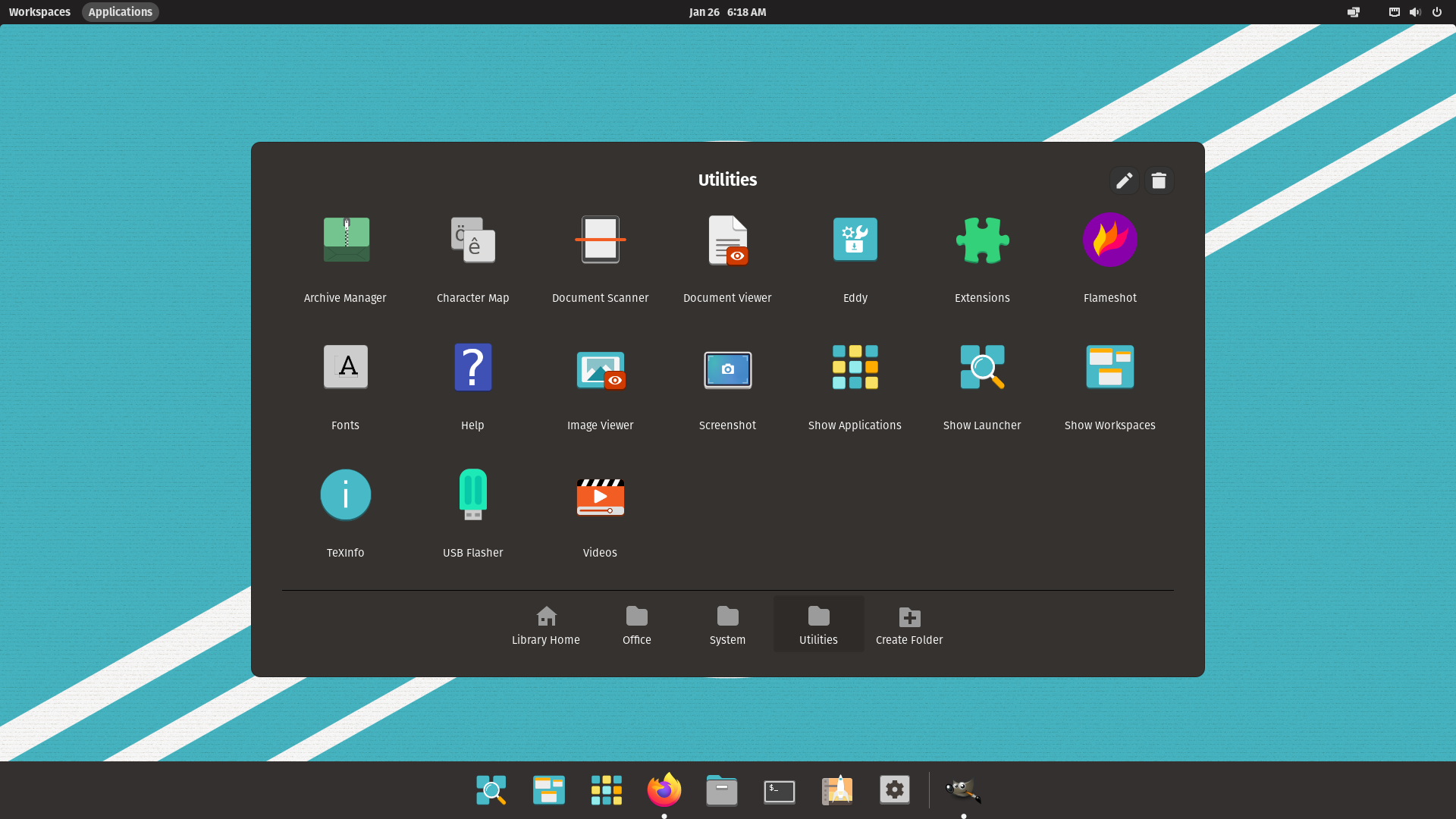
Menú d'aplicacions a Pop!_OS 21.10.

### Pop!_OS 22.04 LTS
Pop!_OS 22.04 va ser llançada el 25 d'abril de 2022, basada en Ubuntu 22.04 LTS. L'escriptori Cosmic es basà en GNOME 42. Fou afegida la capacitat de rebre actualitzacions automàticament al panell Actualització i recuperació del sistema operatiu. L'usuari va rebre la capacitat de determinar la freqüència i l'horari per a rebre actualitzacions dels paquets suportats deb, flatpak i nix. Entre altres millores, es va afegir un nou plafó de suport a la part inferior del menú de configuració. Proporcionant accés ràpid als recursos de resolució de problemes per a Pop!_OS.

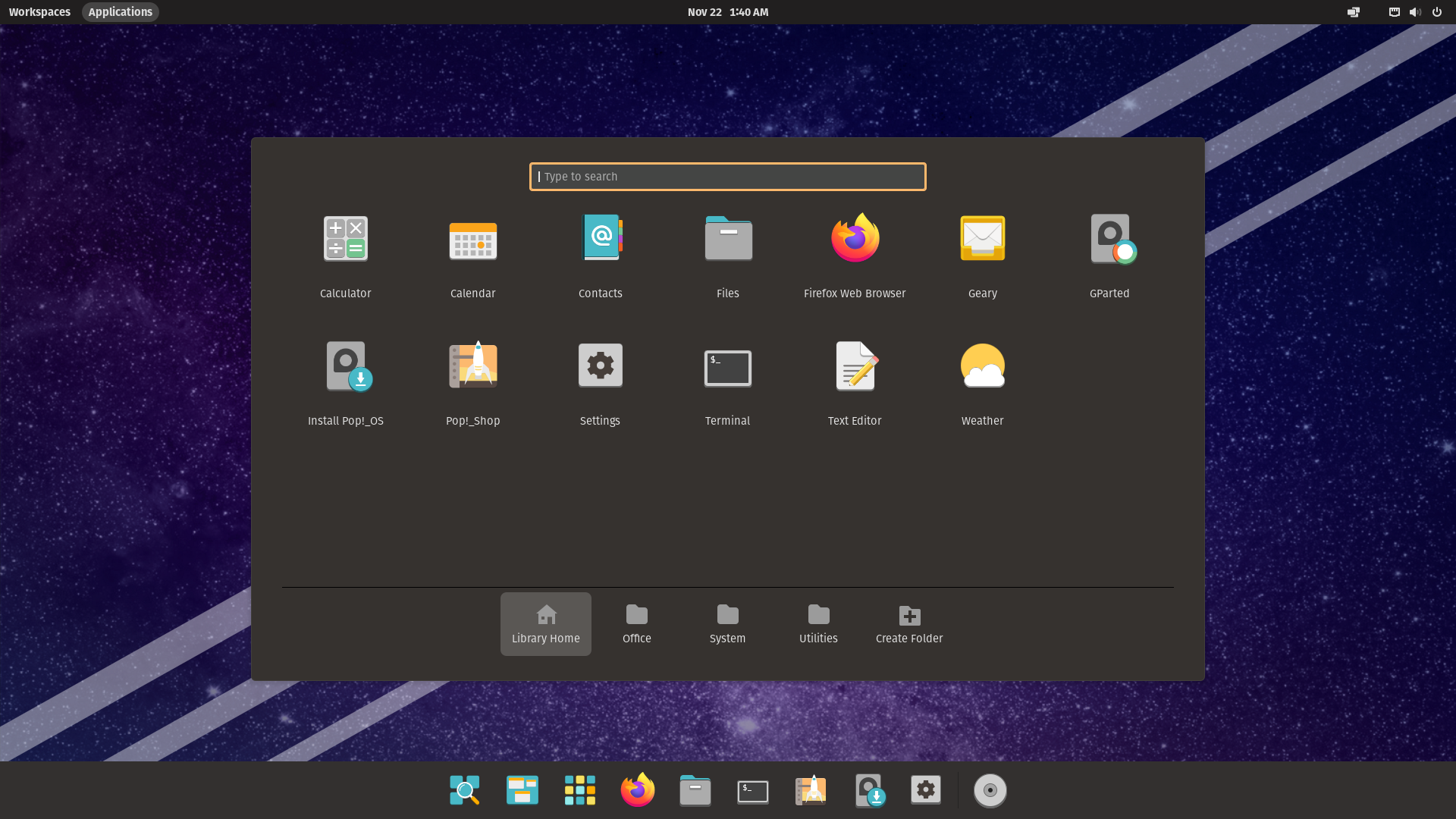
Menú d'aplicacions per a l'escriptori COSMIC de Pop!_OS 22.04 LTS
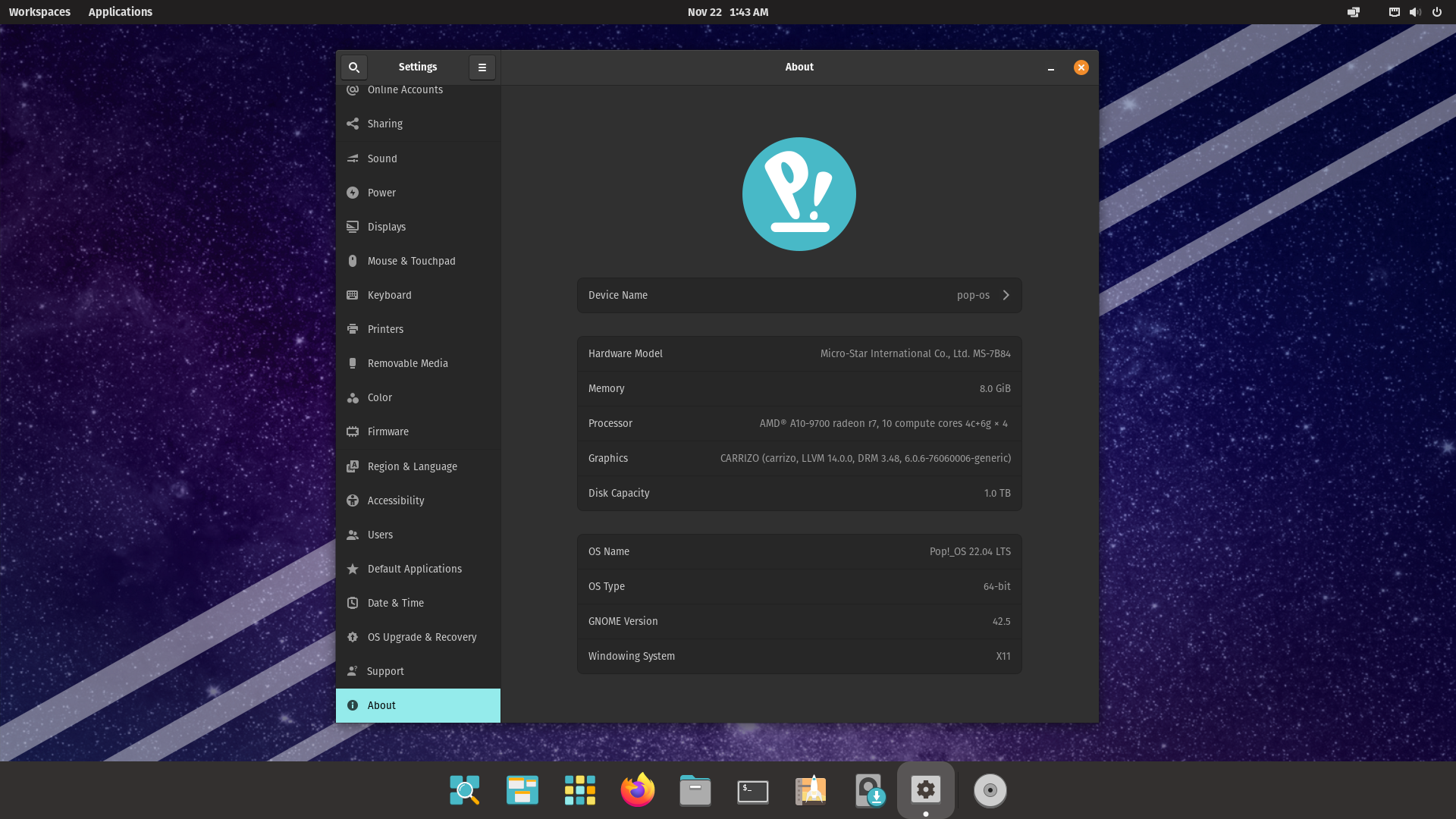
Configuració a l'escriptori COSMIC de Pop!_OS 22.04 LTS

### Pop!_OS 24.04 LTS
El 8 d'agost de 2024 fou llançat Pop!_OS 24.04 amb el nou escriptori Cosmic en estat alpha. Aquest deixa de ser una personalització de GNOME per a ser un entorn d'escriptori independent basat en Rust, també portà programari propi com una nova eina per a capturar la pantalla.

Diverses distribucions com Serpent OS i Redox OS mostraren interès a publicar-ne versions; el conjunt d'eines (toolkit) estarà disponible per a Windows i macOS.

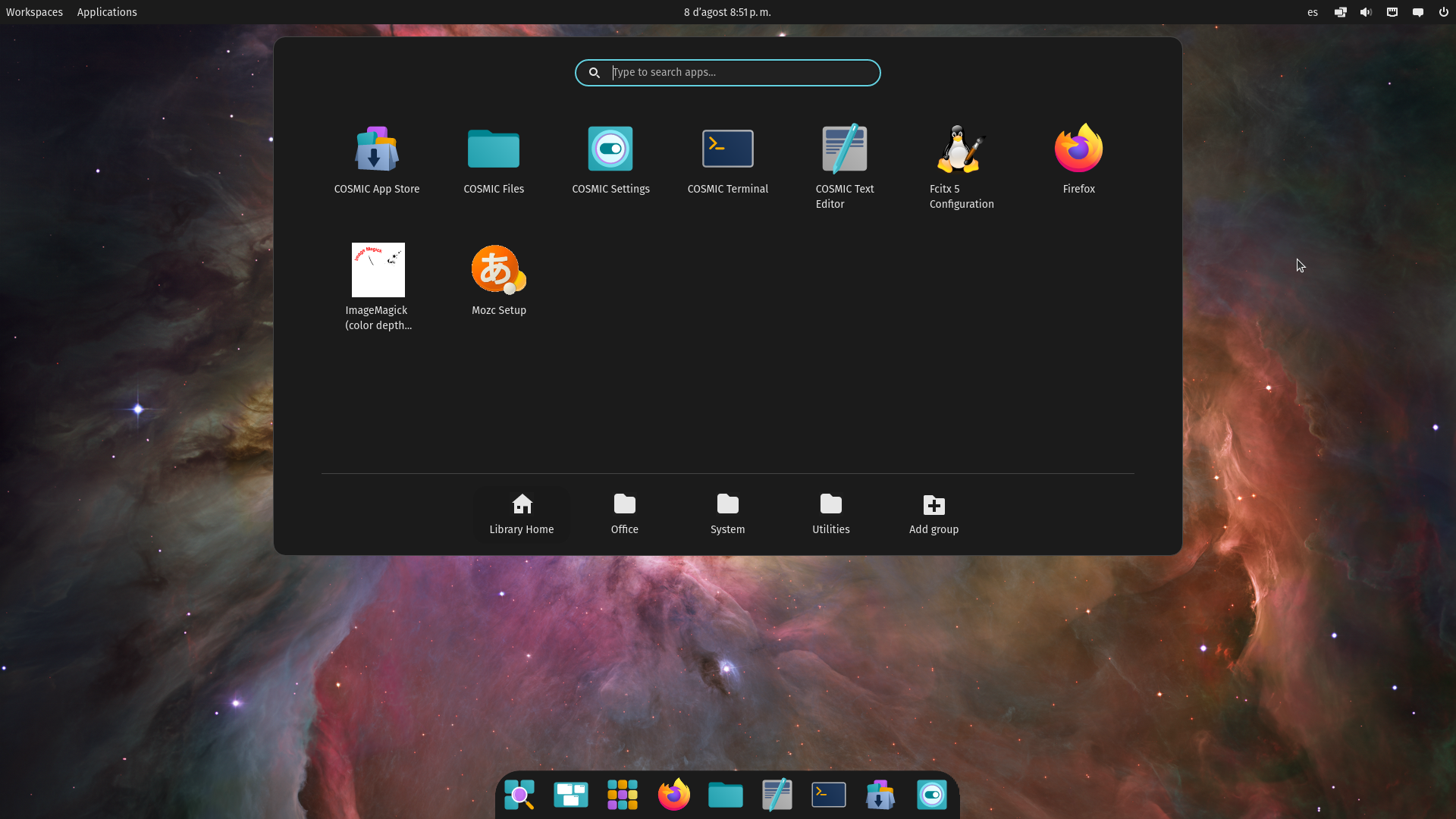
Menú d'aplicacions per a l'escriptori COSMIC de Pop!_OS 24.04 LTS
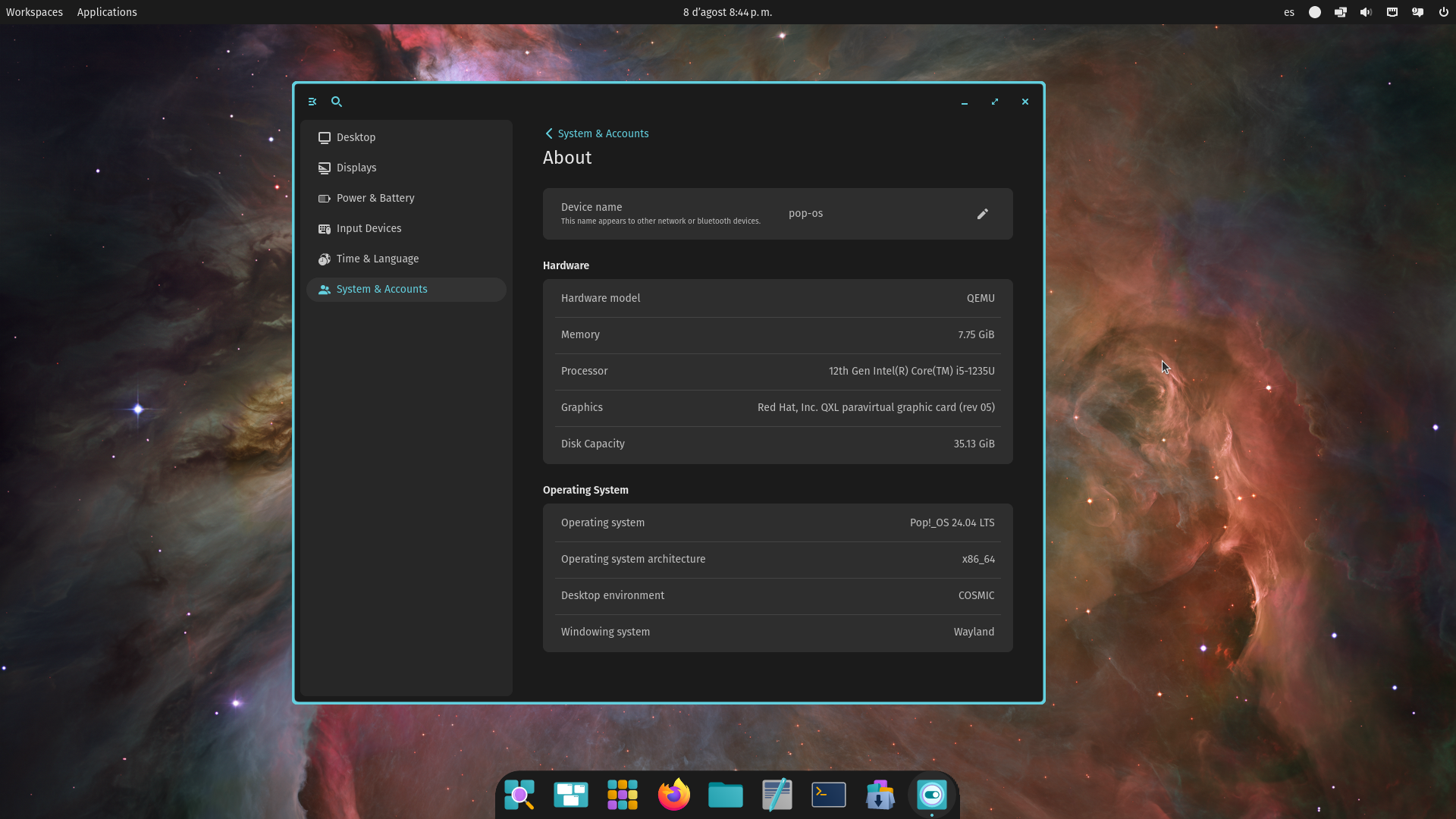
Configuració a l'escriptori COSMIC de Pop!_OS 24.04 LTS